# Indo-European Telegraph Department

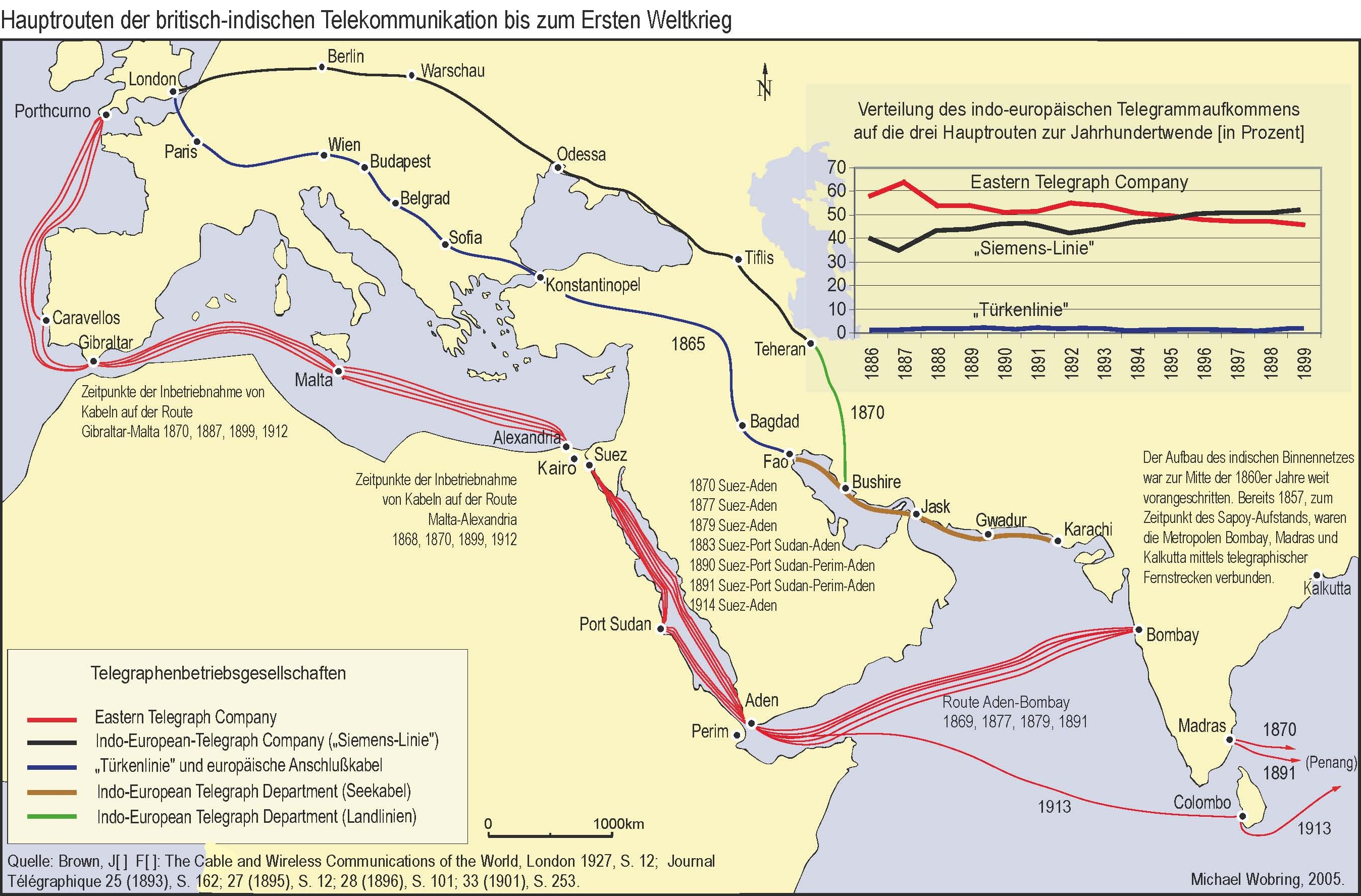
Hauptrouten der britisch-indischen Telekommunikation bis zum Ersten Weltkrieg

Das Indo-European Telegraph Department, gegründet 1862, nicht zu verwechseln mit der Indo-European Telegraph Company gegründet 1868, war eine Abteilung der Regierung von Britisch-Indien und arbeitete an Überlandtelegrafen in Südpersien, um die Leitungen des osmanisch-türkischen Systems und die britischen Kabel nach Indien zu verbinden. 
Ein Seekabel wurde von der Indo-European Telegraph Company zwischen Fao im heutigen Irak und Karatschi verlegt. Das Seekabel war an die von London abgehende Leitung, die über Paris und Wien bis nach Bagdad und weiter nach Fao führte, angebunden. Auf der indischen Seite war es wiederum mit einer über Land führenden Verbindung bis nach Kalkutta verknüpft.
Die Betriebskonzession für die Nachrichtenverbindung durch Persien wurde dem Indo-European Telegraph Department von Naser ad-Din Schah am 6. Februar 1863 erteilt. Die Verbindung wurde am 1. März 1865 für den kommerziellen Nachrichtenverkehr eröffnet und blieb bis Ausbruch des Ersten Weltkriegs August 1914 in Betrieb. Nach der kriegsbedingten Unterbrechung konnte die Verbindung erst wieder im März 1923 aufgenommen werden. Sie wurde bis zum März 1931 betrieben.
Bei der Inbetriebnahme der Leitung war die Nachrichtenübermittlung zunächst recht langsam. Ein Grund lag darin, dass die Nachrichten in den einzelnen Stationen erst schriftlich aufgenommen und dann weitergeleitet werden konnten. So betrug die Übermittlungszeit für die erste Nachricht von London nach Kalkutta 6 Tage, 8 Stunden und 44 Minuten.
In Konkurrenz zu der durch das Osmanische Reich führenden Telegrafenverbindung errichteten die Gebrüder Siemens eine zweite Nachrichtenverbindung von London über Berlin, Warschau, Odessa und Tiflis nach Teheran, die dann bis Buschehr weitergeführt und mit dem Seekabel nach Karatschi verbunden wurde. Die Verbindung wurde am 12. April 1870 in Betrieb genommen. Siemens hatte eigens einen eigenen Telegrafenapparat entwickelt, der die Nachrichtenübermittlung erheblich vereinfachte und beschleunigte. General William Baker, Mitglied der indischen Regierung in London sandte das erste Telegramm über die Leitung nach Kalkutta und hatte die Rückantwort nach einer Stunde in Händen. Zum Bau und Betrieb der Nachrichtenverbindung wurde unter Beteiligung von Siemens die Indo-European Telegraph Company als Aktiengesellschaft in London gegründet.